# Magnac-Laval
Magnac-Laval (en occitano Manhac la Vau) es una población y comuna francesa, situada en la región de Lemosín, departamento de Alto Vienne, en el distrito de Bellac y cantón de Magnac-Laval.

## Demografía
| 2777 | 2625 | 2599 | 2372 | 2266 | 1978 | 1889 |
| Para los censos de 1962 a 1999 la población legal corresponde a la población sin duplicidades (Fuente: INSEE [Consultar]) |      |      |      |      |      |      |